# Weserbrücke (Vlotho)

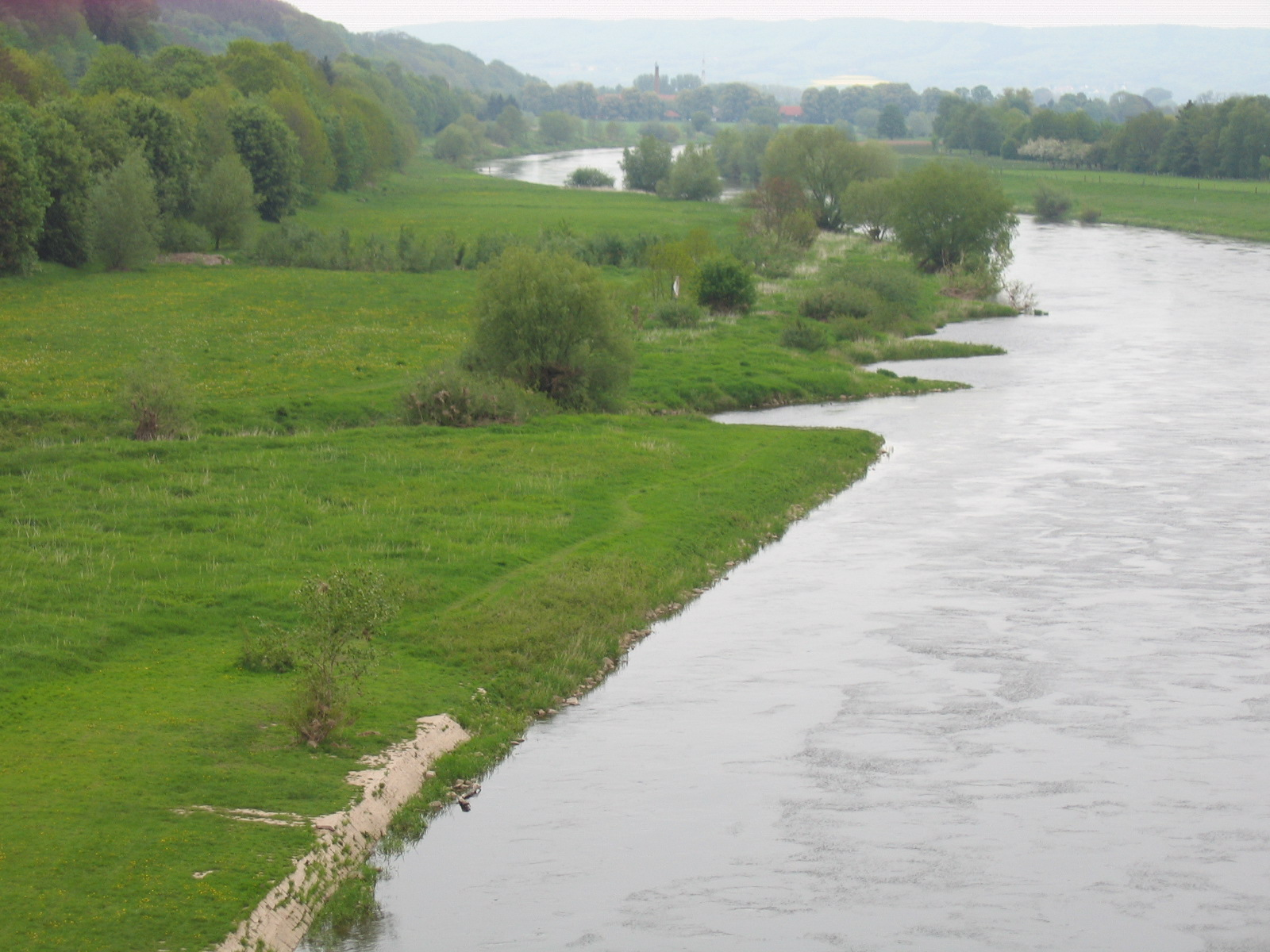
Blick von der Weserbrücke nach Norden

Die Weserbrücke Vlotho ist eine Straßenbrücke über die Weser und verbindet im Zuge der Mindener Straße (Landesstraße 778) das am linken Weserufer gelegene Stadtzentrum der ostwestfälischen Stadt Vlotho mit dem Ortsteil Uffeln am rechten Weserufer.

## Lage
Über die Weserbrücke Vlotho verläuft die Landesstraße 778, die die Vlothoer Innenstadt mit dem rechten Weserufer verbindet und so gleichzeitig einen Stadtzugang aus Osten über die Weser ermöglicht. Zugleich überspannt die Brücke die Bundesstraße 514 und die Bahnstrecke Elze–Löhne.

## Beschreibung
Die S-förmig geschwungene Spannbetonbrücke hat im linken Vorlandbereich fünf Felder, im rechten sieben. Die Balkenträger über der Weser ist gevoutet.

## Geschichte
Vor dem Brückenbau war eine Überquerung der Weser im Raum Vlotho nur mit einer Fähre möglich, wobei eine solche erstmals zum Jahr 1336 erwähnt wird. Im Jahr 1875 wurde die etwa 1,5 Kilometer ostwärts gelegene Eisenbahnbrücke Vlotho für die heutige Bahnstrecke Elze–Löhne eröffnet.
Mit dem Bau einer Brücke für Straßenverkehr wurde am 24. März 1927 begonnen. Die Betonbogenbrücke mit aufgeständerter Fahrbahn wurde am 28. März 1928 dem Verkehr übergeben. Zur Finanzierung der Baukosten war die Benutzung mit einer Maut verbunden. Am 3. April 1945 wurde die Brücke von Pionieren der deutschen Wehrmacht gesprengt. Die Reparatur dauerte etwa ein Jahr und wurde am 30. März 1951 abgeschlossen. Sie kostete ca. 550.000 DM.
Die Linienführung der heutigen Brücke wurde im Januar 1970 bestimmt und orientierte sich nicht an der Vorgängerin. Die Anschlüsse am westlichen Ufer wurden durch eine umfangreiche Umgestaltung des Straßenverkehrs begleitet: Die bislang durch die enge Innenstadt verlaufende Landesstraße 778 wurde auf die Strecke der ehemaligen Herforder Kleinbahn entlang des Forellenbachs verlegt, um das Stadtinnere vom zunehmenden Kraftverkehr zu entlasten. Ebenso wurde der Verlauf der Bundesstraße 514, die grob dem Weserufer folgt, angepasst. Der Kreuzungsbereich zwischen beiden Straßen wurde großzügig neu gestaltet. Vorbereitende Arbeiten zum Brückenbau fanden ab Herbst 1973 statt. Baubeginn war am 10. August 1978, Bauende am 5. August 1981. Die offizielle Einweihung fand im Rahmen eines Brückenfestes am 18. und 19. September 1981 statt. Bauherr war der Landschaftsverband Westfalen-Lippe mit dem Landesstraßenbauamt Minden. Ausgeführt wurde der Bau durch Schäfer-Bauten aus Ibbenbüren. Nach der Eröffnung wurde die alte Bogenbrücke abgebrochen.